# Бёрнс, Натан
Натан Джоэль Бёрнс (англ. Nathan Joel Burns; 7 мая 1988, Ориндж, Австралия) — австралийский футболист, вингер.

## Клубная карьера

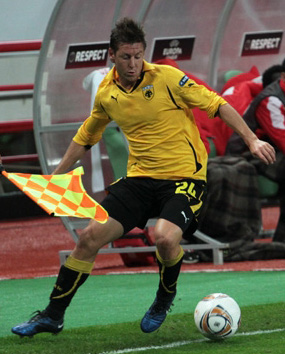
Бёрнс в составе АЕКа

Бёрнс начал профессиональную карьеру в клубе «Аделаида Юнайтед». В своём первом матче в А-Лиге против «Сиднея» он забил свой первый гол за «Аделаиду». 21 января 2007 года в поединке против «Сентрал Кост Маринерс» Бёрнс сделал первый хет-трик в карьере и помог клубу занять второе место по итогам сезона. После такой впечатляющей игры им заинтересовался норвежский «Бранн», но в результате подписали контракт с партнёром Натана по сборной Майкла Твайта.
В 2008 году Бёрнс перешёл в афинский АЕК, подписав контракт на четыре года. Сумма трансфера составила 600 тыс. евро. 28 февраля в матче против «Ксанти» он дебютировал в греческой Суперлиге. В 2009 году для получения игровой практики Натан перешёл в «Керкиру» на правах аренды. В команде он был основным футболистом и провёл все матче в сезоне. Через год Бёрнс вернулся в Афины. 27 февраля 2011 года в поединке против «Эртогелиса» он забил свой первый гол за АЕК. В том же году он стал обладателем Кубка Греции. 14 декабря в матче Лиги Европы против австрийского «Штурма» Натан забил гол. В АЕКе Бёрнс не смог показать той игры, которую он показывал на родине и афинский клуб не стал продлевать контракт 19 января 2012 года разорвал контракт с АЕКом.
В начале 2012 года Натан подписал контракт с южнокорейским «Инчхон Юнайтед». 2 апреля в матче против «Кённама» он дебютировал в К-Лиге. Сыграв три матча Бёрнс принял решение покинуть команду и летом на правах аренды перешёл «Ньюкасл Юнайтед Джетс». 11 октября 2013 года в поединке против «Сиднея» он дебютировал за новый клуб. 8 декабря в поединке против «Мельбурн Виктори» Натан сделал дубль, забив свои первые голы за «Джетс».
Летом 2014 года Бёрнс перешёл в «Веллингтон Феникс». 12 октября в матче против «Перт Глори» он дебютировал за новую команду. 18 октября в поединке против «Сентрал Кост Маринерс» Натан забил свой первый гол за «Веллингтон». 30 ноября в матче против «Мельбурн Виктори» он сделал хет-трик. В первых одиннадцати играх за клуб Бёрнс забил десять мячей.
Летом 2015 года Натан перешёл в японский клуб «Токио». 11 июля в матче против «Кавасаки Фронтале» он дебютировал в J-Лиге. 25 июля в поединке против «Касима Антлерс» Бёрнс забил свой первый гол за «Токио». 1 марта 2016 года в матче азиатской лиги чемпионов против вьетнамского «Биньзыонга» он забил гол. В начале 2018 года вернулся в «Веллингтон Феникс». Не получив предложения продлить контракт, по окончании сезона 2018/19 покинул команду и завершил карьеру.

## Международная карьера
В 2005 году в составе юношеской сборной Австралии Бёрнс выступал на юношеском чемпионате мира в Перу.
30 июня 2007 года в товарищеском матче против сборной Сингапура Натан дебютировал за сборную Австралии, заменив в конце второго тайма Марка Видуку. В 2011 году он попал в заявку национальной команды на участие в Кубке Азии. На турнире он сыграл в матчах против сборных Индии и Ирака. По итогам соревнований Бёрнс завоевал серебряную медаль.
В начале 2015 года Бёрнс попал в заявку национальной команды на участие в домашнем Кубке Азии. На турнире он сыграл в матчах против сборных Кувейта, Китая и Южной Кореи. По итогам соревнований Натан завоевал золотую медаль.
3 сентября в отборочном матче чемпионата мира 2018 против сборной Бангладеш он забил свой первый гол за национальную команду.

### Голы за сборную Австралии
| #   | Дата            | Место                              | Противник   | Счёт | Результат | Соревнование                     |
| --- | --------------- | ---------------------------------- | ----------- | ---- | --------- | -------------------------------- |
| 01. | 3 сентября 2015 | Перт Овал, Перт, Австралия         | Бангладеш   | 4:0  | 5:0       | Чемпионат мира 2018 квалификация |
| 02. | 24 марта 2016   | Аделаида Овал, Аделаида, Австралия | Таджикистан | 4:0  | 7:0       | Чемпионат мира 2018 квалификация |
| 03. | 24 марта 2016   | Аделаида Овал, Аделаида, Австралия | Таджикистан | 7:0  | 7:0       | Чемпионат мира 2018 квалификация |

## Достижения
Командные
 АЕК
- Обладатель Кубка Греции — 2010/2011

Международные
 Австралия
- Кубок Азии по футболу — 2015
- Кубок Азии по футболу — 2011